# Evangelisch-reformierte Kantonalkirche Schwyz
Die Evangelisch-reformierte Kantonalkirche Schwyz ist die reformierte Kirche im Kanton Schwyz. Gegründet wurde die Kirche als Kantonalkirche aufgrund einer Änderung der Schwyzer Staatsverfassung im Jahre 1998. Bis Ende 2002 war sie Mitglied des Evangelisch-reformierten Kirchenverbandes der Zentralschweiz. Mit dessen Auflösung zum 1. Januar 2003 wurde die Schwyzer Kantonalkirche direkt Mitglied des Schweizerischen Evangelischen Kirchenbunds.

## Struktur

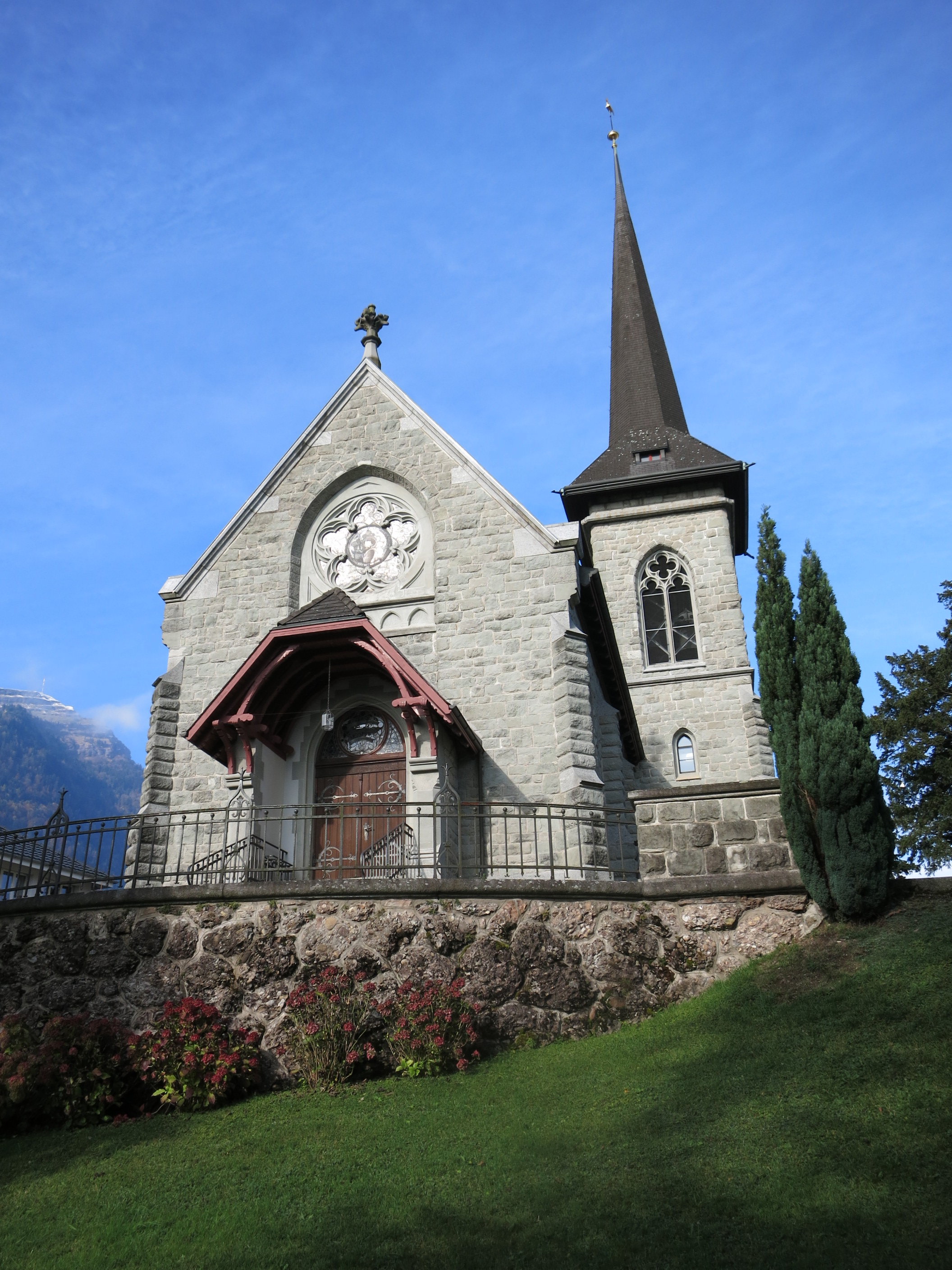
Evangelisch-reformierte Kirche in Oberarth

### Kirchgemeinden
Die Schwyzer Kirche besteht aus sechs Kirchgemeinden:
- Arth-Goldau
- Brunnen-Schwyz
- Einsiedeln
- Höfe
- Küssnacht
- March

### Synode
Oberstes legislatives Organ ist die Synode mit 30 von den Kirchgemeindeversammlungen gewählten Mitgliedern. Dabei stellt jede Kirchgemeinde mindestens ein Synodemitglied, die weiteren Mandate sind nach der Grösse der Kirchgemeinden verteilt.

### Kirchenrat
Der Kirchenrat (Exekutive) führt die Geschäfte der Kirche, hat sechs Mitglieder und wird von Erhard Jordi präsidiert. Neben den sechs stimmberechtigten Kirchenratsmitgliedern ist auch der Dekan Mitglied des Kirchenrats, jedoch ohne Stimmrecht.